# Erannis pulveraria
Erannis pulveraria là một loài bướm đêm trong họ Geometridae.